# Bracon parviradialis
Bracon parviradialis är en stekelart som beskrevs av Vladimir Ivanovich Tobias 1959. Bracon parviradialis ingår i släktet Bracon och familjen bracksteklar. Inga underarter finns listade.